# Indalecio Prieto Tuero
Indalecio Prieto Tuero (Oviedo, 30 d'abril de 1883 - Mèxic, 11 de febrer de 1962) va ser un polític socialista espanyol.

## Biografia

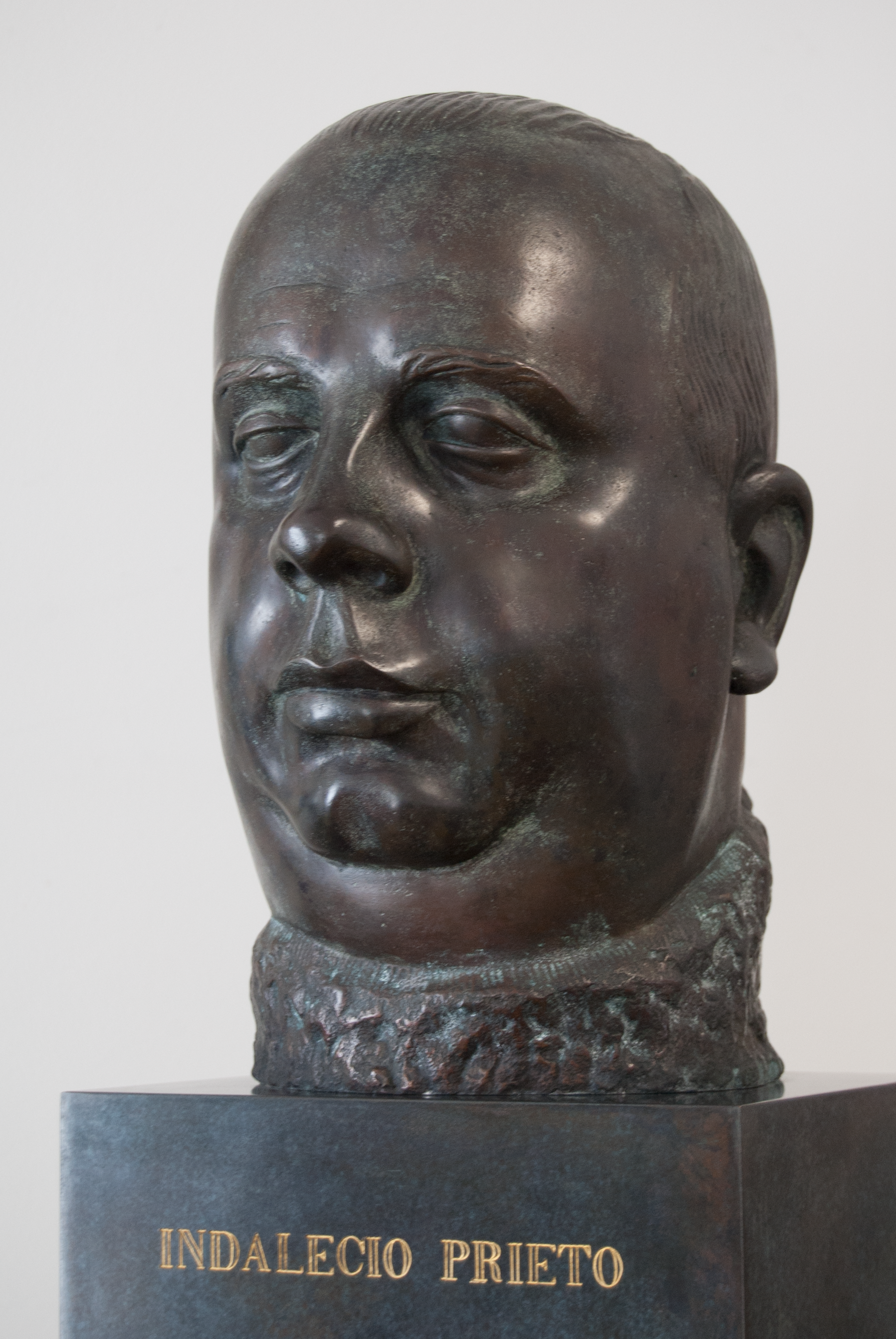
Indalecio Prieto (Juan Cristóbal, 1926).

Orfe de pare des dels sis anys, el 1891 la seva mare emigra a Bilbao.
Indalecio comença venent diaris al carrer per guanyar-se la vida. Més tard aconsegueix treball com taquígraf en el diari  La Voz de Vizcaya. Ja convertit en periodista comença a treballar com redactor del diari El Liberal, del qual, amb el temps, arribaria a ser director i propietari.
L'any 1899 ingressa al Partit Socialista Obrer Espanyol. Com a periodista, a la primera dècada del segle xx, Prieto es converteix en figura destacada del socialisme al País Basc. És aquest un període marcat per la Primera Guerra Mundial, en la qual Espanya es va mantenir neutral, el que va reportar grans beneficis a la indústria i al comerç a l'Estat, però aquests beneficis no es van veure reflectits en els salaris dels obrers, per la qual cosa es va anar generant una gran agitació social que va culminar el 13 d'agost de 1917 amb el començament d'una vaga general revolucionària que, davant el temor de la repetició a Espanya dels fets esdevinguts a Rússia per aquestes dates, va ser reprimida durament mitjançant la intervenció de l'exèrcit i la detenció a Madrid del comitè de vaga.
Prieto, involucrat en l'organització d'aquesta vaga, fuig a França abans de ser detingut i ja no tornarà fins a haver estat elegit diputat, mesos més tard, a l'abril del 1918.
Molt crític amb l'actuació del govern i de l'exèrcit a la Guerra del Marroc, va tenir frases molt dures a les Corts amb motiu del denominat Desastre d'Annual de 1921, així com sobre la més que probable, encara que no provada, responsabilitat del rei en la imprudent actuació militar del general Fernández Silvestre en les operacions de la zona de la comandància de Melilla.
Oposat a la línia de Largo Caballero de col·laboració del seu partit amb la dictadura de Primo de Rivera, es van produir agres enfrontaments entre ambdós.
El mes d'agost del 1930, va participar en títol personal, davant l'oposició de Julián Besteiro, en la formació de l'anomenat Pacte de Sant Sebastià, format per una àmplia coalició de partits republicans que es proposava acabar amb la Monarquia. En aquesta qüestió, no obstant això, si que va comptar amb el suport de l'ala liderada per Largo Caballero.
Proclamada la II República el 14 d'abril del 1931, a les eleccions generals espanyoles de 1931 fou elegit diputat pel Bilbao i nomenat ministre d'Hisenda del govern provisional presidit per Niceto Alcalá-Zamora. Com a Ministre d'Obres Públiques al govern de Manuel Azaña entre 1931-1933, va continuar i va ampliar la política d'obres hidroelèctriques iniciades durant la dictadura de Primo de Rivera, així com un ambiciós pla de millora d'infraestructures a Madrid, com ara el dels enllaços ferroviaris, la construcció d'una nova estació a Estació de Madrid-Chamartín i el túnel d'enllaç, sota el sòl de Madrid, entre aquesta estació i la d'Atocha, obres que no veurien la llum fins a molts anys després a conseqüència de la guerra civil.
Tot i oposar-se en un principi a la vaga general d'octubre del 1934, va haver de fugir a França per la seva col·laboració en diversos aspectes dels preparatius. A partir de llavors s'oposà a Largo Caballero, adoptant una postura moderada i liderant el sector contrari a la tendència revolucionària.

### La Guerra Civil
Amb l'inici la guerra civil, el setembre de 1936, després de la caiguda de Talavera de la Reina, Largo Caballero es converteix en President del Govern, sent nomenat Prieto ministre de Marina i Aire. Després dels successos revolucionaris de maig de 1937 a Barcelona, cau el gabinet Largo Caballero i forma govern Juan Negrín, amb Prieto com a Ministre de Defensa, encara que, en el seu fur intern, reconeixia que la guerra no podia guanyar-se per mancar la República del suport de les potències democràtiques. Durant el seu ministeri, l'accés marítim per als subministraments soviètics va quedar tallat pels atacs dels submarins italians i la frontera francesa estava tancada.
Després de la caiguda del Front Nord a l'octubre, presenta la dimissió, que no li és acceptada, encara que el març del 1938, després de l'ensulsiada del front d'Aragó i els seus enfrontaments amb Negrín i amb els ministres comunistes, surt del govern. S'aparta de la política activa la resta de la guerra, encara que accepta una ambaixada extraordinària a diversos països d'Amèrica del Sud, on es troba a la fi de la guerra. Es troba a l'exili a Mèxic, des d'on lidera la fracció majoritària del Partit Socialista.
El 1945, entra a formar part del govern de la república a l'exili, intentant arribar a un acord amb el sector monàrquic del franquisme, amb vista a la restauració de la democràcia a Espanya, però sense cap resultat, retirant-se definitivament de la política.

## Obres
Durant la seva estada a Mèxic va escriure diversos llibres, entre ells: Palabras al viento (Paraules al vent, del 1942), Discursos en América (Discursos a Amèrica, del 1944) i ja al final de la seva vida Cartas a un escultor: pequeños detalles de grandes sucesos (Cartes a un escultor: petits detalls de grans successos, del 1962, reeditat a Barcelona el 1991 com a Discursos en América. Confesiones y rectificaciones per la "Fundación Privada Indalecio Prieto" i l'Editorial Planeta).